# 柳瀬洋平
柳瀬 洋平（やなせ ようへい、1976年8月6日 - ）は、ミヤギテレビのアナウンサー。

## 来歴・人物
東京都世田谷区出身。成蹊大学を卒業後、1999年にミヤギテレビに入社。
2004年6月から2008年3月まで、朝の生放送ワイド番組『ズームイン!!SUPER』番組内において宮城のキャスターを務めていた。その他、サッカーなどスポーツ中継の実況などを主に担当。
2004年10月23日に発生した新潟県中越地震ではNNN取材団の一員として現地リポーター、2005年8月16日に発生した宮城県沖地震では天井タイルが落下したスポパーク松森から初めての生中継を、2011年3月11日に発生した東北地方太平洋沖地震・東日本大震災ではNHKよりも先に、激震に見舞われた仙台から生の声を日本中へ届けた。
2008年3月31日より、定年退職する竹鼻純の後任として『Newsリアルタイムミヤギ』のキャスターを務める。2010年3月29日からは『ミヤギnews every.』のキャスターを引き続き担当することになった。
2010年にアナウンサーの後輩の深井ゆきえと結婚。同年12月に第1子（長女）、2013年7月に第2子（次女）が誕生して以降は二女の父である。
2020年に第41回NNSアナウンス大賞テレビ部門大賞を受賞。
耳が動くのが特徴。また、スキューバダイビングの資格を取得。

## 現在の担当番組
- ミヤギnews every.（キャスター）

## 過去の担当番組
- ズームイン!!SUPER（宮城担当）
- Newsリアルタイムミヤギ（キャスター）
- OH!バンデス「早バンnews every.」
- サッカー中継（ベガルタ仙台戦、全国高等学校サッカー選手権大会、仙台カップ国際ユースサッカー大会、カメイカップ東北ユースサッカー選抜大会）
- 全日本大学女子駅伝対校選手権大会（中継所実況）
- がんばろう!宮城 復興への道（キャスター）